# Gigabit Ethernet
Gigabit Ethernet, también conocida como Gigae o GE es una ampliación del estándar Ethernet (concretamente la versión 802.3ab y 802.3z del IEEE) que consigue una capacidad de transmisión de 1 gigabit por segundo, correspondientes a unos 1000 megabits por segundo de rendimiento contra unos 100 de Fast Ethernet (También llamado 100BASE-TX).

## Historia
Como resultado de la investigación realizada por Xerox Corporation a principios de los años 70, Ethernet se consagró como un protocolo ampliamente reconocido aplicado a las capas física y de enlace. Posteriormente apareció Fast Ethernet que incrementó la velocidad de 10 a 100 megabits por segundo (Mbit/s). Gigabit Ethernet fue la siguiente evolución, incrementando en este caso la velocidad hasta 1000 Mbit/s (1 Gbit/s). La idea de obtener velocidades de 1 Gbit/s sobre Ethernet se gestó durante 1995, una vez aprobado y ratificado el estándar Fast Ethernet, y prosiguió hasta su aprobación en junio de 1998 por el IEEE como el estándar 802.3z (z, por ser la última letra del alfabeto, y pensar que sería la última de la familia Ethernet), comúnmente conocido como 1000BASE-X.
IEEE 802.3ab, ratificada en 1999, define el funcionamiento de Gigabit Ethernet sobre cables de cobre del tipo Unshielded twisted pair (UTP) y categoría 5, 5e o 6 y por supuesto sobre fibra óptica. De esta forma, pasó a denominarse 1000BASE-T. Se decidió que esta ampliación sería idéntica al Ethernet normal desde la capa de enlace de datos hasta los niveles superiores, permitiendo el aprovechamiento de las posibilidades de la fibra óptica para conseguir una gran capacidad de transmisión sin tener que cambiar la infraestructura de las redes actuales.
Uno de los retrasos con el estándar fue la resolución de un problema al emitir con láser sobre fibra multimodo, ya que en casos extremos se podía producir una división del haz, con la consiguiente destrucción de datos. Esto era debido a que la fibra multimodo fue diseñada pensando en emisores LED, no láser y fue resuelto prohibiendo que en este estándar los láser dirigieran su haz hacia el centro de la fibra.
Inicialmente, Gigabit Ethernet fue muy utilizado sobre redes de gran capacidad, como por ejemplo, redes de comunicación de universidades. En 2000, los Apple Power Mac G4 y PowerBook G4 fueron las primeras máquinas en utilizar la conexión 1000BASE-T. Rápidamente se convirtió en una función incorporada en muchas otras computadoras.
En 2002, IEEE ratificó una nueva evolución del estándar Ethernet, 10 Gigabit Ethernet, con una tasa de transferencia de 10 000 megabits por segundo (10 veces mayor a Gigabit Ethernet).

## Características y prestaciones
Gigabit Ethernet surge como consecuencia de la presión competitiva de ATM por conquistar el mercado LAN y como una extensión natural de las normas Ethernet 802.3 de 10 y 100 Mbit/s. que prometen tanto en modo semi-dúplex como dúplex, un ancho de banda de 1 Gbit/s. En modo semi-dúplex, el estándar Gigabit Ethernet conserva con mínimos cambios el método de acceso CSMA/CD (Carrier Sense Multiple Access/Colision Detection) típico de Ethernet. Los cambios son:
- Ráfaga de tramas.
- Extensión de portadoras.

En cuanto a las dimensiones de red, no hay límites respecto a extensión física o número de nodos. Al igual que sus predecesores, Gigabit Ethernet soporta diferentes medios físicos, con distintos valores máximos de distancia. El IEEE 802.3 Higher Speed Study Group ha identificado tres objetivos específicos de distancia de conexión: conexión de fibra óptica multimodo con una longitud máxima de 500 m; conexión de fibra óptica monomodo con una longitud máxima de dos kilómetros; y una conexión basada en cobre con una longitud de al menos 25 m. Además, se está trabajando para soportar distancias de al menos 100 m en cableado UTP de categoría 5. Es una tecnología aplicada a los mejores montajes de las redes LAN a nivel mundial. Hay que tener una cierta precaución con los protocolos que aplica pero de resto es quizás la mejor de las tecnologías aplicadas a las redes en general.

## Estándares 1000BASE-X (802.3z)
Estándares con codificación 8B10B, 1250 Mbaudios.

### 1000BASE-SX
- Fibra Multimodo ....(MMF).
- Láser 850 nm.
- Distancia < 550 m.

### 1000BASE-LX
- Fibra Multimodo (MMF) y Fibra Monomodo (SMF).
- Láser 1310 nm.
- Distancia < 10 km.

### 1000BASE-EX
- Fibra SMF.
- Láser 1310 nm.
- Distancia < 40 km.

### 1000BASE-ZX
- Fibra SMF.
- Láser 1550 nm.
- Distancia < 80 km.

### 1000BASE-CX
- Cable STP (2 pares).
- Distancia < 25 m

## Estándares 1000BASE-T (1999 - 802.3ab)
- Cable UTP-5e (125 MHz) con 4 pares.
- Codificación PAM-5.
- Distancia < 100 m
- Full-Duplex (FDX) dual.
- Modulación a 125 Mbaudios, se traduce en 250 Mbit/s por par

## Interés por el estándar Gigabit
La incorporación de viejos miembros a la Gigabit Ethernet Alliance no paró de crecer desde su creación en el mes de mayo de 1996, bajo el impulso de firmas como 3Com, Sun Microsystems, Bay Networks, Cisco Systems, UB Networks, Intel y Compaq. El rápido crecimiento de la alianza demostró que tanto las grandes como las pequeñas compañías creían en Gigabit Ethernet como una tecnología LAN clave.
El gran interés por la nueva propuesta Ethernet se debe a su simplicidad, fiabilidad, compatibilidad hacia atrás y costes.

## Gigabit Ethernet en la práctica
El principal atractivo de Gigabit Ethernet reside precisamente, en basarse en una tecnología tan convencional como Ethernet. Hasta la fecha, el debate sobre Gigabit Ethernet se ha centrado por lo general en sus aspectos técnicos, como la extensión de portadora (carrier extension) o interrupt coalescense, olvidándose de otras cuestiones más prácticas. Como es lógico, de nada sirve la tecnología sin una estrategia capaz de adaptarla y ponerla en marcha.
En primer lugar, parece claro que la tecnología Gigabit Ethernet puede ser utilizada de tres formas distintas: para conectar conmutadores entre sí, para conectar servidores a concentradores y para conectar estaciones finales a concentradores. Los tres tipos de conexión se describen en el orden en el que se supone que seguirán los administradores de redes y que, curiosamente, sigue el sentido inverso al del despliegue de Ethernet convencional.
Por distintos motivos el nivel de aceptación de las tres clases de conexión difieren significativamente. Es seguro que la de conmutadores entre sí, ya disponible, tendrá un gran éxito, pues cada vez más los administradores de redes necesitan disponer de mayores velocidades entre esos dispositivos. Las conexiones de servidor a conmutador se utilizarán en ciertos entornos de alto nivel, pero serán innecesarias en la mayoría de los casos. Y es posible que la de estación final a concentrador nunca llegue a ser popular: son nuevas las dificultades técnicas que supone crear redes compartidas de 1 Gbit/s.